# Ruta Nacional 253 (Argentina)
La Ruta Nacional 253 era el nombre que tenía antes de 1980 la carretera de 17 km en el oeste de la Provincia de Río Negro, República Argentina, que une la antigua traza de la Ruta Nacional 237 en la ciudad de San Carlos de Bariloche, con la antigua Ruta Nacional 258 (actual Ruta Nacional 40) en Villa Lago Gutiérrez.
Mediante el Decreto Nacional 1595 del año 1979 la jurisdicción de esta ruta pasó a la provincia de Río Negro y actualmente conforma la Ruta Provincial 82. Se encuentra mayormente pavimentada.
La traza es de este a oeste en los primeros 9 km y luego de norte a sur.

## Localidades
Los pueblos por los que pasa esta ruta son los siguientes:

### Provincia de Río Negro
Recorrido: 16 km (kilómetro 0-16)
- Departamento Bariloche: San Carlos de Bariloche (kilómetro 0), Villa Los Coihues (km 12), Villa Arelauquen (km 14) y Villa Lago Gutiérrez (km 16).